# WASP-54
WASP-54 — звезда в созвездии Девы на расстоянии около 652 световых лет от нас. Вокруг звезды обращается, как минимум, одна планета.

## Характеристики
WASP-54 — жёлто-белый карлик спектрального класса F9V. Видимая звёздная величина звезды — +10,42m. Масса — около 1,213 солнечной, радиус — около 1,83 солнечного. Эффективная температура — около 6100 K, металличность звезды оценивается как -0,27.

## Планетная система
В 2011 году у звезды обнаружена планета (WASP-54 b).